# ادن راک (هاوایی)
ادن راک (به انگلیسی: Eden Roc) یک منطقهٔ مسکونی در ایالات متحده آمریکا است که در شهرستان هاوایی، هاوایی واقع شده‌است. ادن راک ۱۶٫۶ کیلومتر مربع مساحت و ۹۴۲ نفر جمعیت دارد و ۵۴۵ متر بالاتر از سطح دریا واقع شده‌است.